# Бежевка (Россия)
Бежевка — деревня в Полтавском районе Омской области России. Входит в состав Вольновского сельского поселения.

## История
Основана в 1910 году. В 1928 году состояла из 52 хозяйств, основное население — украинцы. В составе Терпеньевского сельсовета Полтавского района Омского округа Сибирского края.

## Население
| 1926 | 2010 |
| ---- | ---- |
| 263  | ↘216 |